# Sarcops calvus
El miná coleto (Sarcops calvus) es una especie de ave paseriforme de la familia Sturnidae endémica de Filipinas. Es la única especie del género Sarcops. 

## Taxonomía

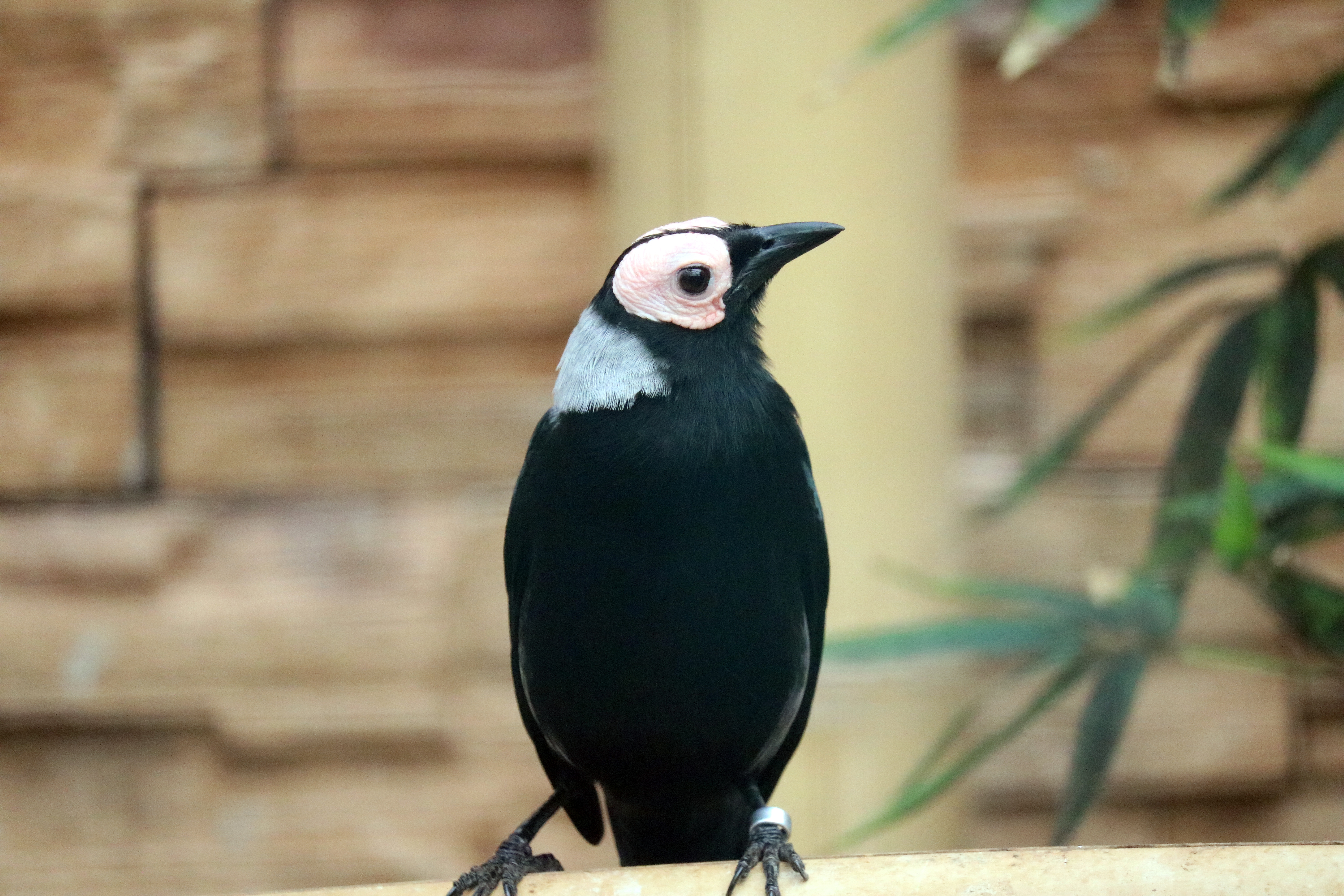
Un miná coleto en cautividad.

En 1760, el zoólogo francés Mathurin Jacques Brisson incluyó una descripción del miná coleto en su Ornithologie, basada en un espécimen recolectado en Filipinas. Utilizó el nombre francés Le merle chauve des Philippines y la latina Merula Calva Philippensis. Aunque Brisson acuñó nombres latinos, estos no se ajustan al sistema binomial y no están reconocidos por la Comisión Internacional de Nomenclatura Zoológica. Cuando en 1766 el naturalista sueco Carl Linnaeus actualizó su Systema Naturae para la duodécima edición, agregó 240 especies que Brisson había descrito previamente. Una de ellas fue el miná coleto. Linneo incluyó una breve descripción, acuñó el nombre binomial Gracula calva y citó el trabajo de Brisson.
El nombre específico proviene del vocablo en latín calvus «calvo». En la actualidad es la única especie del género Sarcops, donde fue clasificado en 1875 por el ornitólogo Authur Walden. El nombre combina las palabras griegas sarx, sarkos «carne» y ōps, ōpos «cara» o «complexión».
Existen tres subespecies reconocidas:
- S. c. calvus (Linnaeus, 1766) – norte de Filipinas
- S. c. melanonotus Ogilvie-Grant, 1906 – centro y sur de Filipinas
- S. c. lowii Sharpe, 1877 – archipiélago de Joló (sudoeste de Filipinas)

## Distribución y hábitat
Es una especie endémica de las Filipinas. Su hábitat natural son los bosques tropicales secos, bosques tropicales bajos húmedos, y bosques tropicales montanos húmedos.